# Alfa Romeo Industrie
Le constructeur italien Alfa Romeo n'a pas été qu'un constructeur d'automobiles, il a fabriqué également d'autres produits industriels comme :
- des avions dans la branche Alfa Romeo Avio, rachetée par Fiat Avio en 1996 et ensuite intégrée dans Aeritalia et Finmeccanica,
- des camions, bus et utilitaires légers dans la branche Alfa Romeo Veicoli Industriali (Alfa Romeo V.I.) intégrée dans Iveco en 1975.

## Alfa Romeo Avio
Un moteur Alfa Roméo a été utilisé la première fois sur un avion en 1910 sur le biplan de Santoni-Franchini.
C'est en 1932 qu'Alfa Romeo a construit son premier vrai moteur d'avions le D2 de 240 ch, qui a été monté sur un avion Caproni Ca.101 D2. Dans les années 1930 des moteurs Alfa Romeo ont été utilisés sur des avions à plus grande échelle : le Savoia-Marchetti SM.74, Savoia-Marchetti SM.75, Savoia-Marchetti SM.79, Savoia-Marchetti SM.81 et Cant Z506B Airone. Tous ces avions montaient des moteurs Alfa Romeo.
En 1931, une compétition a été organisée au cours de laquelle le célèbre pilote automobile Tazio Nuvolari s'est confronté au volant de son Alfa Romeo 8C 3000 Monza à l'avion Caproni Ca.100. Ce fut la voiture qui remporta la course.
Alfa Romeo a construit différents moteurs d'avions pendant la Seconde Guerre mondiale : le plus connu était le RA.1000 RC.41-I Monsone, une version dérivée du DB 601 de Daimler-Benz. Ce moteur a permis de construire des avions de chasse efficaces comme le Macchi M.C.202 Folgore pour l'armée italienne. Après la Seconde Guerre mondiale, Alfa Romeo fabriqua des moteurs en coopération avec Fiat Avio, Aerfer et le constructeur d'avions SAI Ambrosini. Dans les années 1960, Alfa Romeo Avio se diversifia dans la transformation pour une augmentation de la puissance des moteurs et leur maintenance principalement en coopération avec Curtiss-Wright et Pratt & Whitney, Rolls-Royce et General Electric. Alfa Romeo Avio a également construit le premier moteur à turbine italien, installé sur le Beechcraft King Air.
Alfa Romeo Avio a été fusionnée dans Aeritalia en 1988, repris en 1996 par Fiat Avio qui depuis 2004 est intégrée dans le groupe public italien Finmeccanica.

## Alfa Romeo Veicoli Industriali

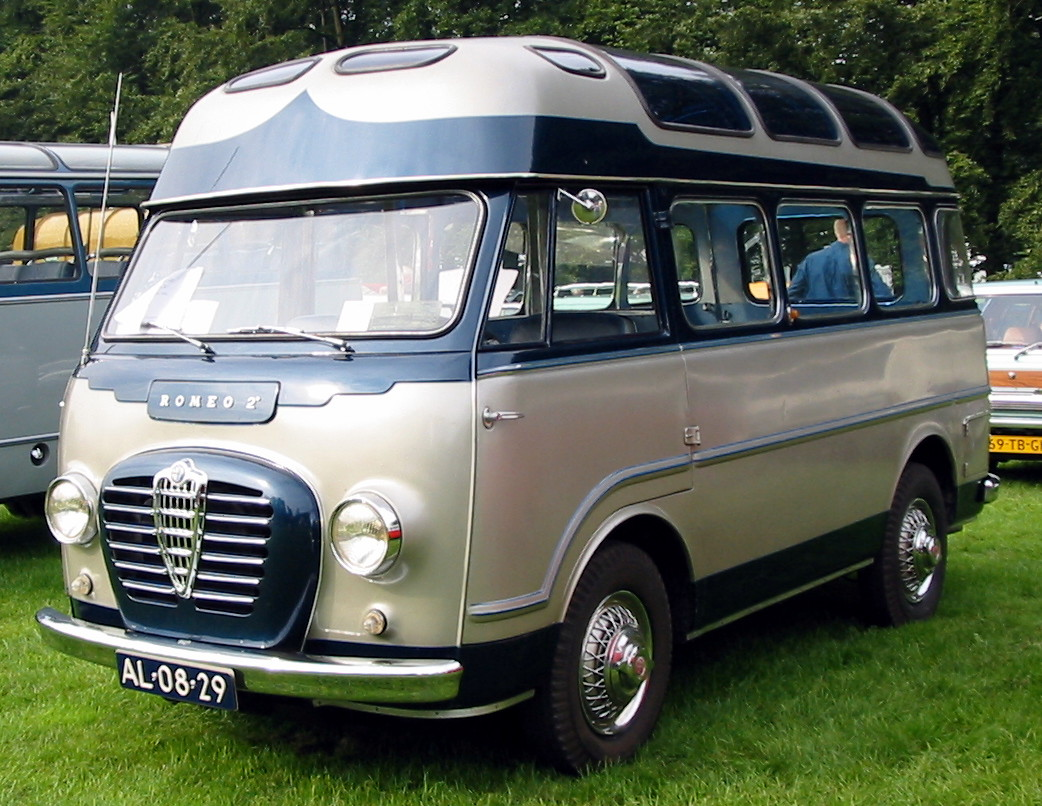
Minibus Romeo2

En 1930, Alfa Romeo a présenté un camion léger en plus du camion lourd qui occupait, seul, sa gamme.
Durant la Seconde Guerre mondiale, Alfa Romeo a également construit des camions pour l'armée italienne « 35 tonnes partout » et plus tard également pour l'armée allemande, la Wehrmacht. Après la guerre, la production de véhicules commerciaux et dérivés d'automobiles a repris, en coopération avec Fiat V.I. et aussi le français Saviem. Différents modèles de camions légers ont été développés durant les années 1960.
La production de camions lourds a été arrêtée en 1967 avec le rachat de la division par Fiat V.I.. Au Brésil, Alfa Romeo disposait d'une filiale depuis 1955 et les camions lourds étaient construits sous licence par le constructeur local Fábrica Nacional de Motores (F.N.M.) qui sera également cédé en 1973 à Fiat V.I. et qui a été ensuite intégré dans Iveco.
Les derniers fourgons fabriqués dans l'usine ARVECO S.p.A. de Pomigliano d'Arco étaient les Alfa Romeo AR.6 et AR.8, qui étaient les versions rebadgées des Fiat Ducato I et Fiat Daily.
La division Alfa Romeo V.I. fabriqua également des véhicules de transport de passagers comme les fameux trolleybus qui ont été utilisés par beaucoup de compagnies municipales de transports urbains en Italie et à l'étranger, au Brésil et en Argentine notamment.
Depuis son rachat par le groupe Fiat en 1979, Alfa Romeo s'est concentré uniquement sur la fabrication de voitures de tourisme.

## Liste des véhicules industriels Alfa Romeo

### Véhicules commerciaux

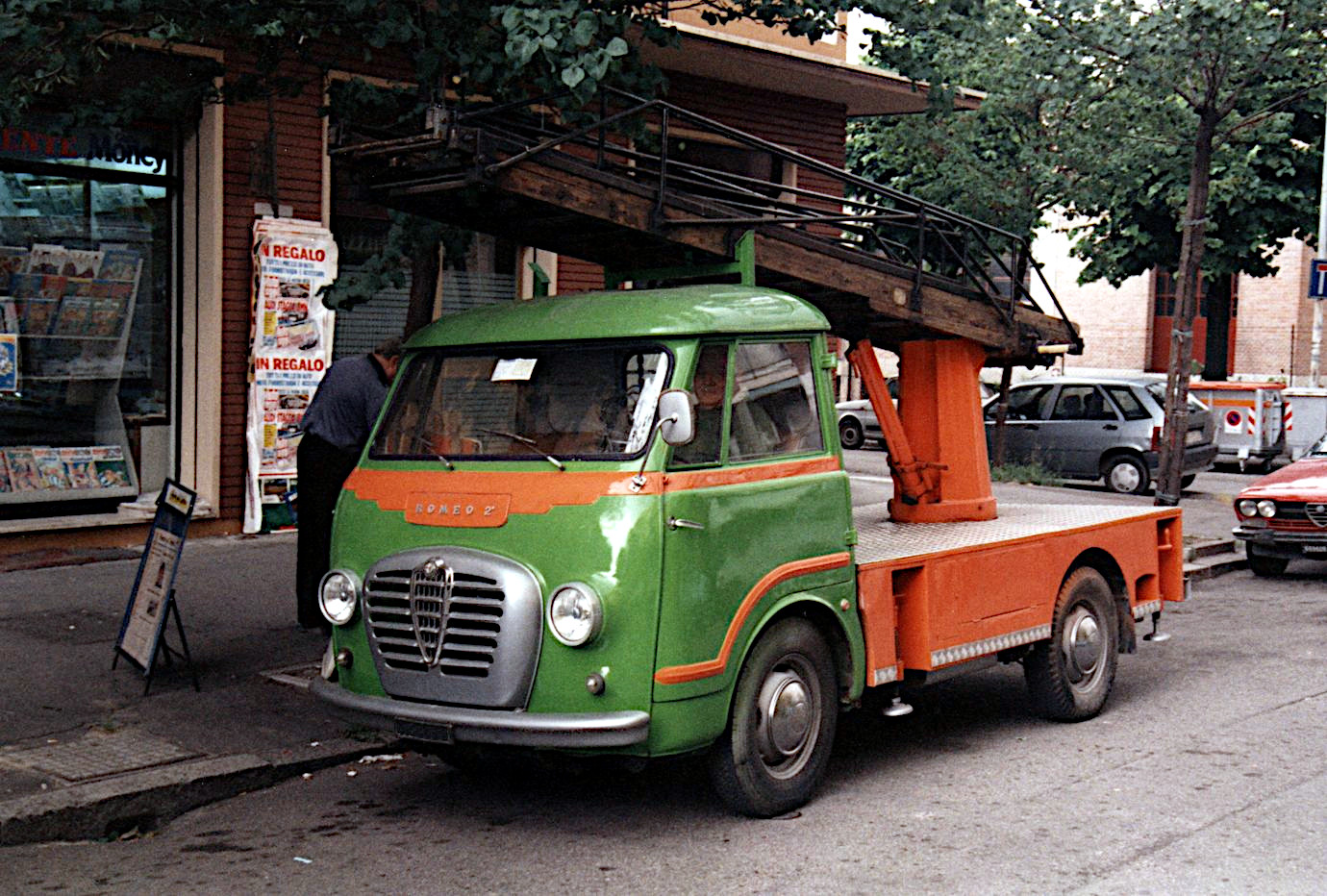
Plateau Romeo2

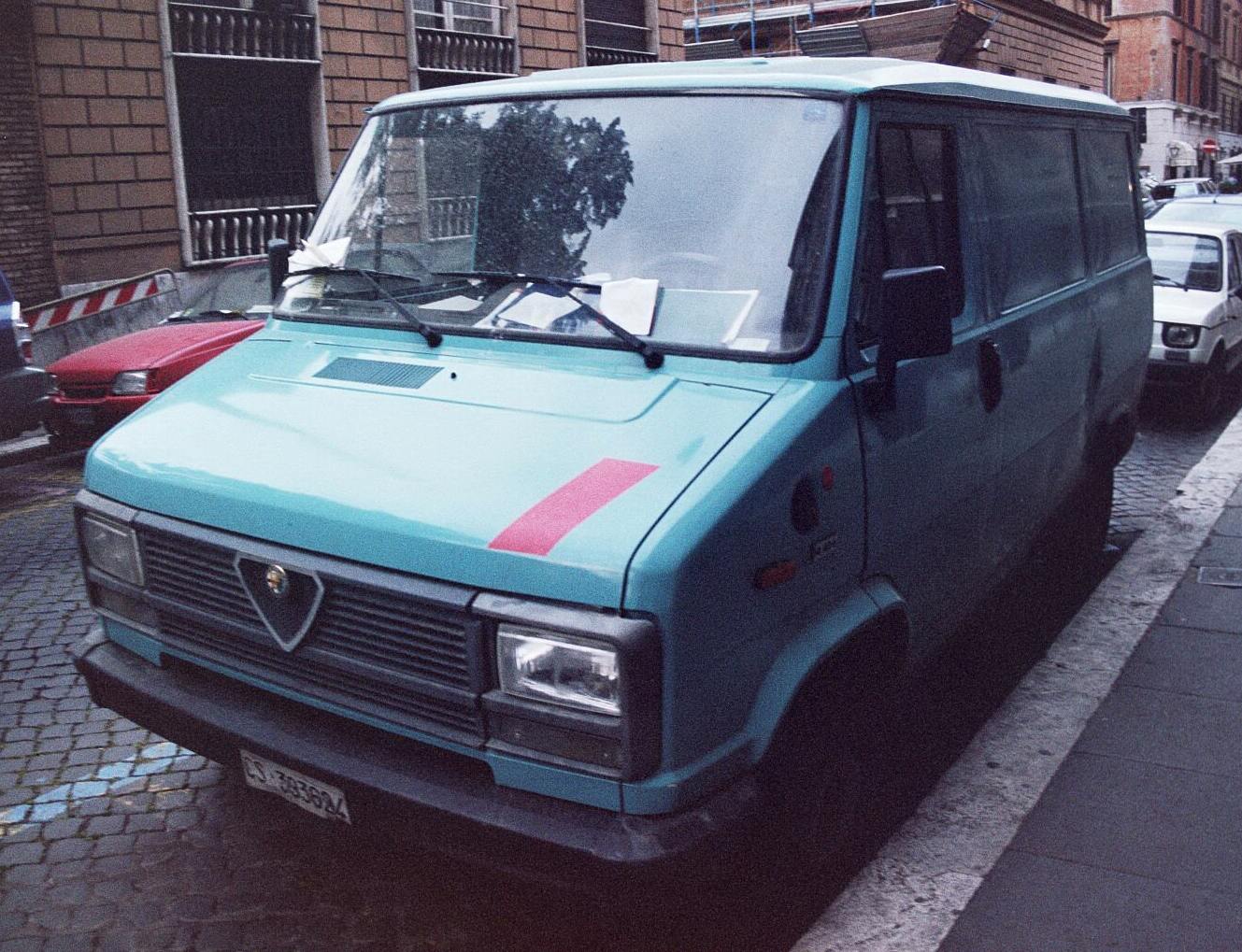
Fourgon Alfa Romeo AR6

- AR51 Matta 1951
- Romeo (1954-1958)
- Romeo 2 (1958-1966)
- Romeo 3 (1966→)
- A11/F11
- A12/F12 (jusqu'en 1983)
- AR8-Fiat Daily 1re série
- AR6-Fiat Ducato 1re série

### Camions
Nous ne disposons malheureusement que de très peu de sources officielles Alfa Romeo sur les productions autres que les automobiles. En effet, il semble que le constructeur milanais n'ait pas aimé fabriquer ces produits - camions et autobus - qui avaient dû lui être imposés en haut lieu à cette époque (Benito Mussolini ?). Fait rare également, contrairement à tous les autres constructeurs italiens de l'époque, Fiat V.I., OM ou Lancia V.I. qui faisaient assembler ou même produire une partie de leurs modèles chez des spécialistes ou des carrossiers, Alfa Romeo ne livrait que des produits finis entièrement produits dans ses usines, sans achat de composants extérieurs. Les responsables du Musée Alfa Romeo d'Arese disent que les archives de cette division ont brûlé...
- AR Tipo 50 & AR Tipo 80 :

Ce sont les premiers camions de fabrication Alfa Romeo. Ils ont été présentés au salon de Milan de 1930. Ils sont dérivés de modèles Büssing-Nag. Le moteur du Tipo 50 est un diesel de 10,6 litres, celui du Tipo 80 est de 11,5 litres.
- AR Tipo 85 :

Ce camion a été entièrement conçu par Alfa Romeo, châssis et moteur. Peu après son lancement en 1934, il connaîtra un dérivé colonial pour l'Éthiopie ainsi qu'une version gazogène. Alfa Romeo en dérivera une version autobus et trolleybus.
- AR Tipo 110 :

Ce camion lourd est dérivé du Tipo 85 mais comporte 3 essieux. Ce sera un grand succès de la marque qui en tirera plusieurs versions autobus et trolleybus. Sa longue carrière montre que ce fut une grande réussite technique.
- AR Tipo 350 :

Ce camion léger de 4 tonnes de charge utile a été lancé en 1935. Il était équipé d'un moteur diesel de 6,1 litres.
- Alfa Romeo 500

Ce camion de moyen tonnage a été lancé en 1937 pour un usage civil. Il est dérivé du Tipo 350 mais avec une largeur réduite pour mieux circuler sur les routes étroites et sinueuses. Équipé d'un moteur diesel Alfa Romeo de 75 ch, il possédait une grande autonomie.

À partir de 1938, les constructeurs italiens inventent la cabine avancée pour obtenir un gain de place sur la longueur hors tout, les rayons de giration et la longueur disponible du plateau par rapport à la longueur totale du camion. Tous les nouveaux véhicules, à partir de cette date, n'auront que des cabines avancées.
- Alfa Romeo 800 (1938-1943)

Ce camion lourd initialement destiné à un usage civil, a connu également une version militaire "AR 800 RE CSEM" qui sera très utilisée en Afrique du Nord et sur le front de l'Est par le Regio Esercito. Il était équipé d'un moteur diesel Alfa Romeo 6 cylindres à injection développant 108 ch. Une version à gazogène sera également produite ainsi qu'un petit nombre avec chenillettes.
- Alfa Romeo 430 (1942-1950)

Ce camion moyen a été lancé en 1942 pour un usage militaire. Étroitement dérivé du modèle AR 800, il en conserve l'esthétique de la cabine très particulière toute en rondeurs. Il sera également produit après la seconde guerre mondiale pour un usage civil. Curiosité : après l'armistice de 1943, 186 exemplaires seront produits pour le compte des Allemands. Certains seront convertis en véhicules anti-aériens avec l'adoption d'une mitrailleuse IF Scotti de 20 mm. Son moteur diesel Alfa Romeo de 5,8 litres développait 80 ch.

Au lendemain de la guerre, la validité des produits Alfa Romeo encore en production incite l'IRI, organisme d'État qui contrôle Alfa Romeo, à poursuivre la fabrication de véhicules industriels - camions et autobus - mais décide de transférer la production de l'usine milanaise du Portello, usine historique, vers une nouvelle usine implantée sur le site de Pomigliano d'Arco près de Naples, où sont fabriqués les avions.
- Alfa Romeo 450 : camion dérivé de l'AR 430,
- Alfa Romeo 900/950,
- Alfa Romeo Mille (Alfa Romeo 1000) :

Lancé en 1957, le "Mille" est un camion lourd transportant une charge utile de 8 tonnes et vient remplacer l'AR 900 dans la gamme du constructeur. Le dessin de sa cabine est très moderne et confortable. Son moteur est un nouveau Alfa Romeo de 11 litres de 163 ch qui passera rapidement à 174 ch. Apprécié des transporteurs transalpins, il ne connut pas le succès du Fiat 682 ni celui des Lancia Esadelta mais assura une bonne présence du nom Alfa Romeo qui en dérivera différentes versions autobus notamment. Le "Mille" connaîtra, très étrangement, un énorme succès au Brésil où il sera produit par la société brésilienne F.N.M. entre 1956 et 1980, qui deviendra filiale d'Alfa Romeo avant d'être rachetée par Fiat V.I..
- Alfa Romeo A15-A19-A38-F20 (licence Saviem) :

Ces variantes des Super Galion, Super Goélette, puis SG2 et SG4 seront fabriqués et distribuées par Alfa Romeo en Italie pendant une très courte période.

L'ensemble du groupe Alfa Romeo, automobiles, avions et véhicules industriels sera totalement absorbé par le groupe Fiat en 1979.

### Bus
- Alfa Romeo 140A
- Alfa Romeo 150
- Alfa Romeo 900
- Alfa Romeo 950
- Alfa Romeo Mille AU

### Trolleybus
- Alfa Romeo 85AF (1936)
- Alfa Romeo 110AF (1938)
- Alfa Romeo 140AF (1949)
- Alfa Romeo 150AF (1949)
- Alfa Romeo 800AF
- Alfa Romeo 900AF
- Alfa Romeo 1000 Aerfer